# リトルミスマッチ
リトルミスマッチ(LittleMissMatched)は、アメリカで生まれたコンセプトショップ。
左右柄の違うくつ下、くつ下の奇数個売り（1本、3本、7本）など、今までの固定観念を覆すブランド展開を行っている。

## 概要
カリフォルニア州サンフランシスコで生まれ、今までになかったコンセプトで瞬く間に、全米中に広がった。日本では、ミスマッチジャパン株式会社が日本での販売権利を取得、2007年に販売店ができる予定。（外部リンク内公式サイト参照）
リトルミスマッチの商品は一見ばらばらに見えるが、同社独自の色相環を用いており、大きく4つのグループに分けた上でセットになっているため、色相環上では、きちんとバランスがとれている。考えられた上でのミスマッチ。だからリトル・ミスマッチになる。
コンセプトは 創造性(creativity) と 個性(individuality) 
同社はチャリティにも力を入れており、2005年度に実施したチャリティでは、ヒルトン姉妹、ブリトニー・スピアーズ、リブ・タイラーなどの多くのセレブリティが参加している。（外部リンク内公式サイト参照）